# Хонгорай

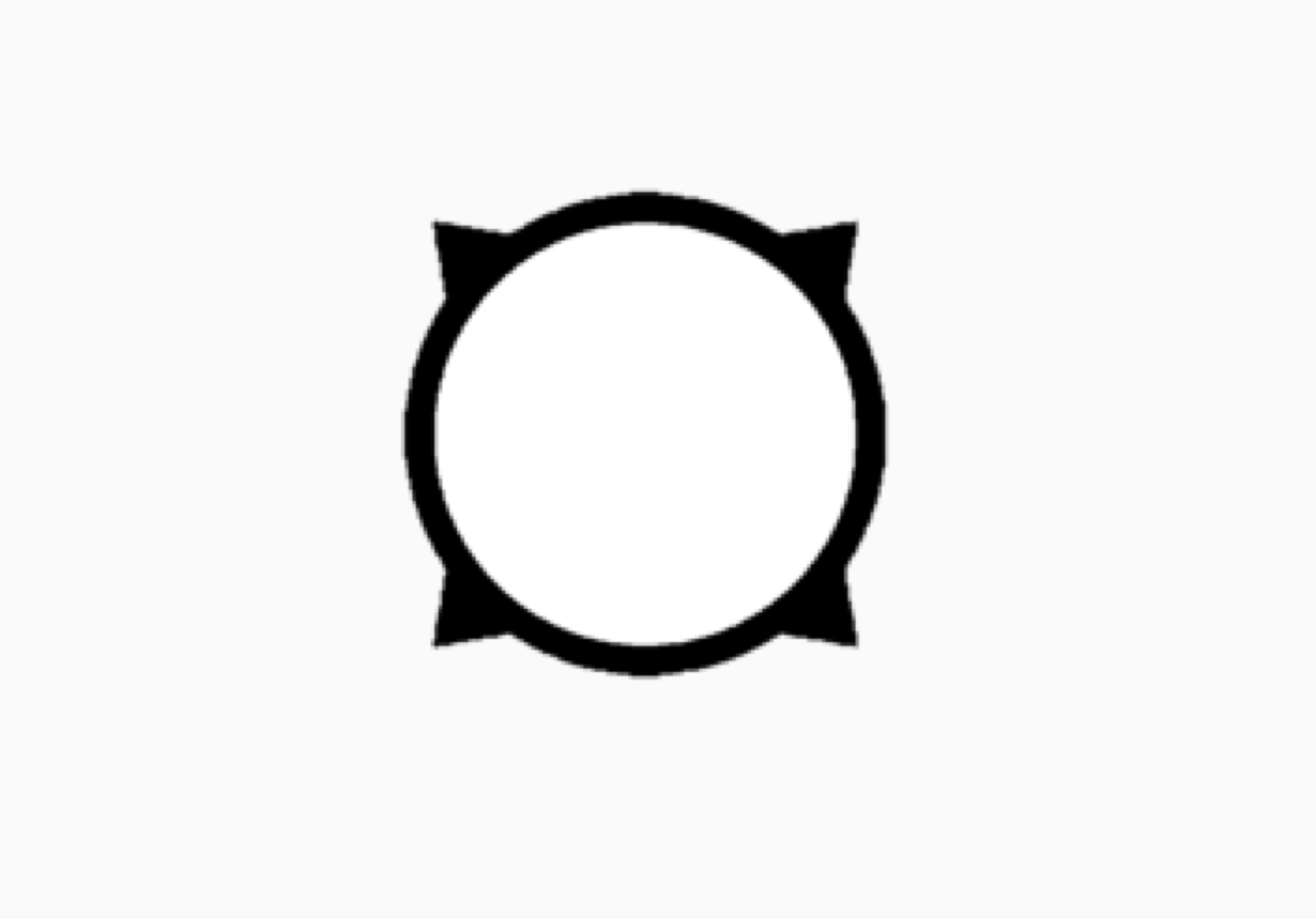
Хонгорай

Хонгорай — протодержава киргизів, що існувала на території Хакасько-Мінусінської котловини у XV—XVIII ст.

## Створення
Після падіння монгольської імперії Юань, у складі якої знаходилася територія Саяно-Алтаю, Монголія втратила свою владу над киргизами. Ті використали цю можливість, щоб створити свою власну державу. В кінці XIV століття киргизи об'єдналися з ойратами у боротьбі проти східних монголів, зайнявши лідерську позицію в цьому союзі. В 1399 році вождь частини киргизів з ойратської конфедерації, Удечі-Кашка, ухвалив рішення про створення нової офіційної назви для свого регіону. Вочевидь, протягом XV—XVI століття, різні кланові групи (Туманці, кереїти та інші), які, по волі монгольських правителів були загнанні в долину Середнього Єнісею та об'єднані під егідою киргизів в єдине етнополітичне об'єднання «Хонгор», або «Хонгорай». Цей висновок ґрунтується на аналізі широкого спектра джерел, і в першу чергу, письмових документів XVII—XVIII.

## Походження назви
У багатій фольклорній спадщині народів Південного Сибіру назва «Хонгорай» збереглася як колишнє іменування Хакасько-Мінусінської котловини. В хакаській мові, в результаті скорочення приголосних, ця історична назва зійшла до «Хоорай»; Вона широко використовується в героїчних епосах, історичних легендах і поезії.
В епоху пізнього середньовіччя, коли народилась киргизька держава, назва «Хонгорай» стала політичною. Вона позначувала етнічні групи які мали різне походження, але через схожість способу життя стали єдиними.
Цей тип об'єднання людей, мовою місцевого населення, отримав назву «Толай», тобто, етнополітичний союз.
Фольклорні матеріали відповідають історичним фактам XIII ст., коли монголи, підкоривши територію Саяно-Алтаю відповідно до їх військової адміністрації, утворювали киргизький тумен в цій області. Літопис Юань ши вказує: «Коли династія Юань прийшла до влади, ця країна складалася з дев'яти тисяч господарств.». Спираючись на наведені факти з письмових джерел та історичною пам'яттю народів Саяно-Алтаю, можна стверджувати, що земля киргизів в кінці XIII та першій половині XIV століть були туменом який сформували дев'ять тисяч високопоставлених бійців монгольської армії. Це той період, до якого нову етнополітичну назву «Хонгорай» можна приписати.
Назва «Хонгорай» вперше записана в російських документах середини XVII століття. У 1666 році, на питання воєводи Красноярського краю про Єренака Ішеєва, посланці Алтан-хана «Узун і товариші» сказали, що: «Ми знаємо того Єренака.. кочує в киргизьких землях Хонгорай, і наш великий правитель, і платить нашому великому володареві і Лаузан тайші величезний ясак». Конкретно у цьому джерелі є явне відображення російської концепції киргизів і тюрко-монгольської назви Хонгорай.
Варто зазначити, що в тому регіоні багато країн і держав отримали свої назви від їхніх сусідів, які були далекі від їх самоідентифікації. Наприклад, Киргизстан в російських документах XVII С. був названий «Бурутская земля (Бурутська земля)», тому що Тянь-Шаньських киргизів називали по-джунгарськи — «Бурутами». З іншого боку, Джунгарія в російських джерелах була відома як «Земля калмиків», і джунгари, які називали себе «Ойрати», називались росіянами не інакше як «Чорними калмиками».
Назва Хонгорай дипломатичною російською мовою використовувався тільки в тих випадках, коли текст був переведений з монгольських документів.
Правильність цієї назви підтверджуються багатьма виразами з історичного фольклору. Наприклад: Таг Хоорай, Ал Хоорай, Шазьте Хоорай, Хомич Хоорай і т. д.

## Національний і політичний склад
Роль киргизів в цьому етнополітичному об'єднанні була настільки великою, що в російських документах XVII століття, Хакаська-Мінусинська область отримала назву «Земля киргизів». Деякі сусідні народи, наприклад, шорці, використовували для визначення Хакасії назву що складалася з двох слів — «Киргиз Хорай».
Хакаси, які є нащадками культури єнісейських киргизів, брали важливу роль у створенні народу Хонгораю. В одній з легенд було підкреслено: Киргиз тогуз мун толай хоорай чон (Хоорай — киргизька нація дев'яти тисяч племен).

## Питання державності
Етнополітичний союз Хонгорай, очевидно, належав до раннього типу державності. Відомий історик М. Козьмін вважав, що об'єднання киргизів в XVII столітті «Було дійсно державою, але в той час в занепаді».
Інша точка зору була висловлена С. В. Бахрушином, який заперечував державну організацію киргизів і підтримав теорію того, що вони мали патріархально-кланову систему соціальної організації. «З існуванням архаїчної організації патріархально-кланової системи в киргизькому суспільстві, — писав він, — не можна говорити про будь-які починання організації державного типу. Але факт існування сусідніх могутніх держав звернув їх у дуже складні відносини і підтримку формування дуже міцних зв'язків між різними кланами, які були у складі киргизької землі».
А проте, він був змушений визнати, що «Киргизька земля» «політично була єдиним цілим» і в зовнішніх відносинах з Росією вона висловлювала незалежність.
На самому початку XVII століття перші російські емісари визнали главу «Киргизької держави» як царя, тобто, фактично визнали суверенність киргизів. Своєю чергою, киргизи заявили росіянам: «Ми живемо у рідних землях і немає тут ні монгольського хана, ні князя, ні монголів взагалі, ні калмицького тайші який коли-небудь завоював би ці землі війною і не було ніяких військових загонів не послано сюди.»

## Географія
Географічно Хонгорай був розташований на території Хакасько-Мінусівської котловини і межував із Московським царством, Цінським Китаєм, Джунгарським ханством і державою Хотогойтів.
Пам'ять про киргизьку владу тут по сьогодні збережено у багатьох топонімічних назвах Саяно-Алтаю. Наприклад: На південному заході котловини, у верхньому Абакані знаходяться річки Велика і Мала Киргизки; В Західних Саянах також є така річка; На півночі знаходиться річка Киргиз чул що знаходиться в долині річки Чулим і т. д..

## Адміністративний розподіл
В адміністративних відносинах Хонгорай був розділений на чотири улуси (Алти-Сарський, Ісарський, Алтирський і Тубінський) і залежну територію Киштим.

## Зв'язки з сусідніми державами
Хонгорай підтримував союзні відносини чз Джунгарським ханством від самого початку заснування останнього як держави. У середині XVII ст. їхня коаліція здобула перемогу над державою Хотогойтів. Через тиск з боку Московського царства та Імперії Цін, після століття боротьби верховний хан Джунгарського ханства Цеван-Рабдан переселив союзних киргизів у свої володіння на території сучасного Киргизстану. Це поклало кінець володінням киргизів у Хакасько-Мінусинській котловині, і, відповідно, Хонгораю.